# Arnold Bode
Pour les articles homonymes, voir Bode.
Arnold Bode (23 décembre 1900 – 3 octobre 1977) est un architecte, peintre, designer et conservateur allemand. Il est le créateur de la documenta, manifestation d'art contemporain qui se tient tous les cinq ans à Cassel.

## Biographie
Arnold Bode est né à Cassel, en Hesse (centre de l'Allemagne). De 1928 à 1933, il travaille comme peintre et maitre de conférences à l'université de Berlin[Laquelle ?]. Il est banni de l'université à l'arrivée des nazis au pouvoir. Il retournera  dans sa ville natale après la guerre et va y organiser la première documenta en 1955. Après les années d'oppression nazie sur l'art moderne, cette exposition présente une large vue de l'art du XXe siècle, innovant en utilisant de larges espaces d'exposition. La documenta rencontrera un grand succès. Bode en organisera trois en 1959, 1964 et 1968, laissant à d'autres l'organisation des suivantes (elles sont organisées depuis tous les cinq ans, toujours à Cassel). Bode a été décoré de la croix d'officier de l'ordre du Mérite de la République fédérale d'Allemagne en 1974.
Il est le père de la sculptrice et orfèvre Renee Nele (née en 1932).

## Source
- (en) Cet article est partiellement ou en totalité issu de l’article de Wikipédia en anglais intitulé « Arnold Bode » (voir la liste des auteurs).